# Imperivm Online
Imperivm Online è l'ultimo titolo della serie Imperivm. In Italia e Spagna il titolo è uscito come gioco a sé stante, mentre nel resto del mondo è chiamato The Reign of Augustus come espansione di Imperivm: Civitas III, alias Grand Ages: Rome. Il gioco offre una campagna di 14 missioni a partire dal 27 d.C., una lista estesa di edifici nella Rotae, un nuovo sistema di autorità e, per la prima volta nella serie Civitas, una vera e propria modalità multiplayer online.

## Modalità di gioco
Nel menu principale, come in Imperivm Civitas III è possibile trovare più o meno le stesse modalità:
- Apprendistato
- Esercizio militare
- Le vittorie di Augusto
- Città dell'Impero
- Online

### Stirpi
Come nel terzo Civitas, prima di ogni campagna o una nuova Città dell'Impero, il giocatore avrà la possibilità di selezionare il proprio personaggio (se esiste) oppure di crearne uno nuovo selezionando il ritratto, il sesso e le seguenti stirpi:
- I Valerii, esperti nell'esercito.
- I Lucii, esperti nel commercio.
- I Fabii, esperti nella produzione.
- I Giuli, esperti nella ricerca.
- Gli Emili, esperti nell'agricoltura.

Ogni missione completata donerà al giocatore un punto d'abilità, che può essere assegnato alle abilità disponibili e acquisibili, che andranno via via sbloccate secondo il criterio dell'albero tecnologico. Le abilità sono divise in "Città", "Strategia" e "Stirpe" (che include le abilità esclusive alla stirpe a cui il personaggio del giocatore appartiene).

### Durante il gioco
In questo gioco, questa volta, gli edifici con problemi non saranno solamente oscurati, ma anche segnati con una bandiera rossa. Per esempio, se un edificio che produce risorse non possiede lavoratori, verrà contrassegnato con una bandiera rossa e un simbolo di un lavoratore con una sbarra sopra tutto colorato in giallo. Parlando di bandiere, i giacimenti saranno meglio distinguibili tramite stendardi viola con su stampati i simboli di oro, ferro, marmo o pietra.
Prima di cominciare una singola partita nella modalità Città dell'Impero, sarà anche possibile attivare un'opzione chiamata Favore degli dei, che consentirà al giocatore di costruire la propria città senza delinquenza né disastri naturali, e con 500 unità per ogni risorsa.

### Risorse
Esistono tre tipi di risorse: beni, risorse globali e risorse zonali.
I beni si producono negli edifici cittadini, e sono divise in Materiali da costruzione, gli Alimenti e le Merci.
Le risorse globali sono disponibili per tutta la città senza necessità di trasporto. Le strutture che si occupano di rifornire la città di tali risorse hanno un livello di produzione, proprio come altre hanno livelli di consumo. È sempre necessario assicurarsi che le risorse globali siano sempre prodotte al minimo indispensabile. Per esempio, quando viene costruito un campo di grano, verrà prodotto il grano come una risorsa globale; il grano non si esaurisce né si accumula, e consente anche la costruzione di un mulino ad acqua. Tale struttura utilizza una parte del livello di produzione del grano per produrre farina, un'altra risorsa globale, che verrà utilizzata nei forni di tutta la città. Il forno impiega la farina prodotta nei mulini per produrre il pane, che verrà consumato nelle locande; i forni, inoltre, soddisfano da soli il 30% delle necessità alimentari dei cittadini nelle vicinanze.
Le risorse zonali non sono invece misurabili in unità, e si limitano a fornire in modo costante tutte le strutture circostanti.
I Denari sono la valuta principale del gioco, come lo sono stati a partire dal secondo Civitas. Li si producono costruendo templi come quelli di Saturno dove i cittadini possono darvi donazioni, organizzando rotte commerciali in uscita per vendere beni, riscuotendo dal Foro un'imposta a tutte le famiglie della città al prezzo di popolarità, costruendo miniere d'oro su appositi giacimenti, o costruendo un Erario grazie al quale si possono riscuotere nuovi tributi ai cittadini.
Imperivm Online introduce anche il parametro di Autorità, che permette al giocatore di far fronte ad inconvenienti sorti nella città, che comportano spesa in termini sia di denari che di Punti Autorità. Per accedere a tali funzioni, basta cliccare sull'icona corrispondente (l'aquila) sulla parte superiore dello schermo.

## Online
Nella modalità multigiocatore esistono 6 modalità di gioco del tutto diverse tra loro:
- 40'000 denari: Come esplicito nel titolo, il giocatore che per primo accumula 40'000 denari vince la partita.
- Città monumentale: Vince il giocatore che costruisce tutti i monumenti e le meraviglie del gioco.
- Il re della collina: Classica modalità tipica dei giochi di strategia in tempo reale, consiste nel trattenere enclavi strategiche per un certo periodo di tempo.
- L'ultimo barbaro: Consiste nel sottomettere più accampamenti barbari degli avversari.
- La legge del più forte: Si tratta di conquistare e distruggere tutte le città degli avversari. È tipica di molti strategici in tempo reale.
- Sfida totale: Combina tutti gli elementi delle precedenti modalità.

Attraverso un account online sul gioco, compreso di codice personale che si trova sulla retrocopertina del manuale e il proprio indirizzo di posta elettronica, si potrà accedere ai server online, creando o unendosi a partite, amichevoli o a punti. Sarà possibile fare partite in cui le città sono anche precostruite e/o anche fortificate. Ogni vittoria garantirà un'aggiunta di 1000 denari alla ricchezza personale del personaggio, un punto di abilità e una nuova proprietà da acquisire.